# 元守直
元守直（1450年—？），字良弼，河南彰德府湯陰縣人，民籍，明朝政治人物。進士出身。

## 生平
早年出身縣學生，后举河南鄉試第六十八名。成化十一年（1475年）乙未科會試第二百六十七名，殿試登進士第二甲第三十一名。

## 家族
曾祖父元道隆，曾任訓導。祖父元英，曾任訓導 封監察御史。父亲元寅，曾任教授。